# Mohamed Romdhana
Mohamed Romdhana, né le 27 janvier 1993, est un athlète tunisien, spécialiste du saut à la perche.
Il détient le record de Tunisie du saut à la perche depuis le 18 juin 2017 avec un saut de 5,40 m effectué à Radès.

## Biographie
Il effectue ses études secondaires au lycée Farhat-Hached de Bizerte puis étudie à l'Institut supérieur du sport et de l'éducation physique de Ksar Saïd.
Médaillé d'argent des championnats d'Afrique 2014, à Marrakech, Mohamed Romdhana se classe troisième des Jeux africains, à Brazzaville. Il obtient la médaille d'argent des championnats d'Afrique 2016 à Durban.

## Palmarès
| Date | Compétition                     | Lieu         | Résultat | Marque |
| ---- | ------------------------------- | ------------ | -------- | ------ |
| 2012 | Championnats arabes juniors     | Amman        | 1er      | 4,70 m |
| 2013 | Jeux de la solidarité islamique | Palembang    | 3e       | 4,90 m |
| 2014 | Championnats d'Afrique          | Marrakech    | 2e       | 5,00 m |
| 2015 | Jeux africains                  | Brazzaville  | 3e       | 5,10 m |
| 2015 | Championnats panarabes          | Madinat 'Isa | 2e       | 4,90 m |
| 2016 | Championnats d'Afrique          | Durban       | 2e       | 5,20 m |
| 2017 | Jeux de la solidarité islamique | Bakou        | 2e       | 5,30 m |
| 2017 | Championnats panarabes          | Radès        | 2e       | 5,20 m |
| 2018 | Championnats d'Afrique          | Asaba        | 1er      | 5,20 m |
| 2018 | Coupe continentale              | Ostrava      | 7e       | 4,90 m |

## Records
| Épreuve          | Épreuve   | Marque      | Lieu  | Date         |
| ---------------- | --------- | ----------- | ----- | ------------ |
| Saut à la perche | Plein air | 5,40 m (NR) | Radès | 18 juin 2017 |
| Saut à la perche | Salle     | 5,35 m (NR) | Niort | 11 mars 2017 |